# لیبرتی (تنسی)
لیبرتی(به انگلیسی: Liberty) شهری در ایالت تنسی کشور ایالات متحده آمریکا است که جمعیت آن در سرشماری سال ۲۰۱۰ میلادی، ۳۱۰ نفر بوده‌است.